# BlackBerry PlayBook

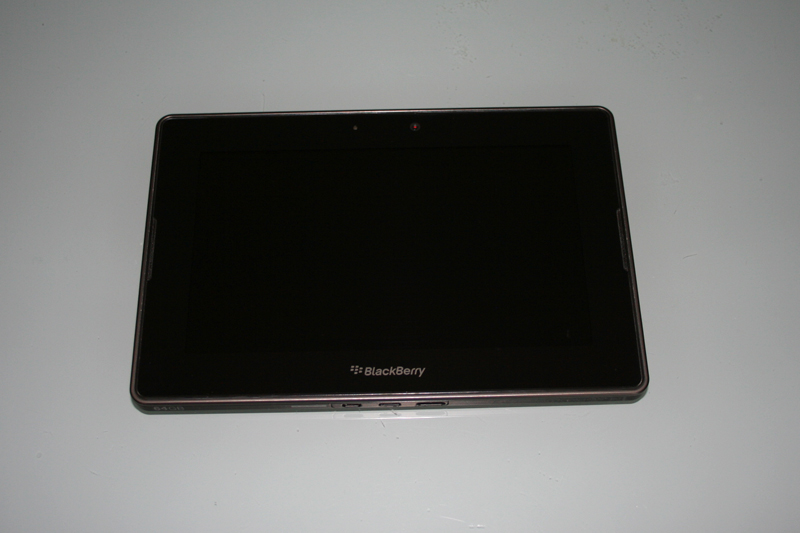
La tablette

Le BlackBerry PlayBook est une tablette tactile développée par la compagnie canadienne Research In Motion (RIM) et sortie en 2011.
Il s'agit de la première tablette de RIM et du support par l'entreprise canadienne du système d'exploitation QNX qui a servi de support à BlackBerry Tablet OS. Un grand nombre d'améliorations ont été apportées par la mise à jour de celui-ci, fin février 2012 avec la version 2.0. L'un des ajouts est une compatibilité partielle des applications développées sous le système d'exploitation le plus utilisé actuellement : Android.

## Caractéristiques techniques
| Modèle                    | BlackBerry Playbook                                                                    |
| ------------------------- | -------------------------------------------------------------------------------------- |
| Version initiale de l'OS  | 1.0                                                                                    |
| Dernière version de l'OS  | 2.0                                                                                    |
| Écran                     | 1024 x 600 px - 7 pouces (tactile et capacitif)                                        |
| Processeur                | Dual-core 1 GHz Cortex-A9                                                              |
| Processeur graphique      | PowerVR SGX540                                                                         |
| Stockage                  | 16, 32 ou 64 Go                                                                        |
| Mémoire vive              | 1 Go                                                                                   |
| Batterie                  | 5300 mAh (non amovible)                                                                |
| Dimensions (h × l × d)    | 194 × 130 × 10 mm                                                                      |
| Poids                     | 425 g                                                                                  |
| Sans-fil                  | Wi-Fi (802.11 a/b/g/n) et Bluetooth 2.1+EDR                                            |
| Capteurs environnementaux | Accéléromètre, Gyroscope (6 axes), Magnétomètre, GPS                                   |
| Connectiques              | micro-USB, micro-HDMI                                                                  |
| Couleur                   | Noir                                                                                   |
| Caméra frontale           | 5 mégapixels (1080p@30ips)                                                             |
| Caméra arrière            | 3 mégapixels (1080p@30ips)                                                             |
| Multimédia                | Haut-parleurs stéréo Microphones stéréo Sortie vidéo: H.264, MPEG-2, MPEG-4, VP, WMV 9 |